# Abellerol de Somàlia
L'abellerol de Somàlia(Merops revoilii) és una espècie d'ocell de la família dels meròpids (Meropidae). Habita zones desèrtiques o semidesèrtiques del centre i est d'Etiòpia, Somàlia, Kenya i Tanzània.